# 양예나
양예나(梁睿娜, 2000년 5월 22일 ~ )는 대한민국의 가수, 배우이자 前 걸 그룹 에이프릴의 리드래퍼, 서브보컬, 메인댄서였다.

## 학력
- 대구지묘초등학교 (졸업)
- 용인한빛중학교 (졸업)
- 서울공연예술고등학교 연극영화과 (졸업)

## 생애
양예나는 2000년 5월 22일 대한민국 대구광역시 동구 지묘동에서 태어났다. 2004년 발레를 배웠으나 그만 뒀으며 2011년부터 육상부로 활동했다. 2013년  춤 연습 중 발을 부상 당해서 병원에서 춤을 금지 시켰고, 2014년 완치 후 춤을  전문적으로 배우기 시작했다.
2014년 가을 DSP 미디어 전국 공개 오디션 에 합격했으며, 2015년 8월 24일 에이프릴 멤버로 데뷔했다.
2016년 2월 4일 용인한빛중학교를 졸업했으며,같은 해 3월 2일 서울공연예술고등학교를 입학했으며 2019년 2월 15일 졸업을 했다.
2015년 8월 24일 에이프릴의 첫 번째 미니앨범 《Dreaming》으로 데뷔했다.
2015년 11월 22일 KBS 2TV 《출발 드림팀 시즌2》 머슬퀸 특집에 출연했다. 좋은 기량을 보여주며 결승에 진출하였으나 탈진을 호소하면서 기권을 선언했다.
2016년 2월  《2016 설특집 아육대》 60m 예선에 출전했으나 탈락했다.

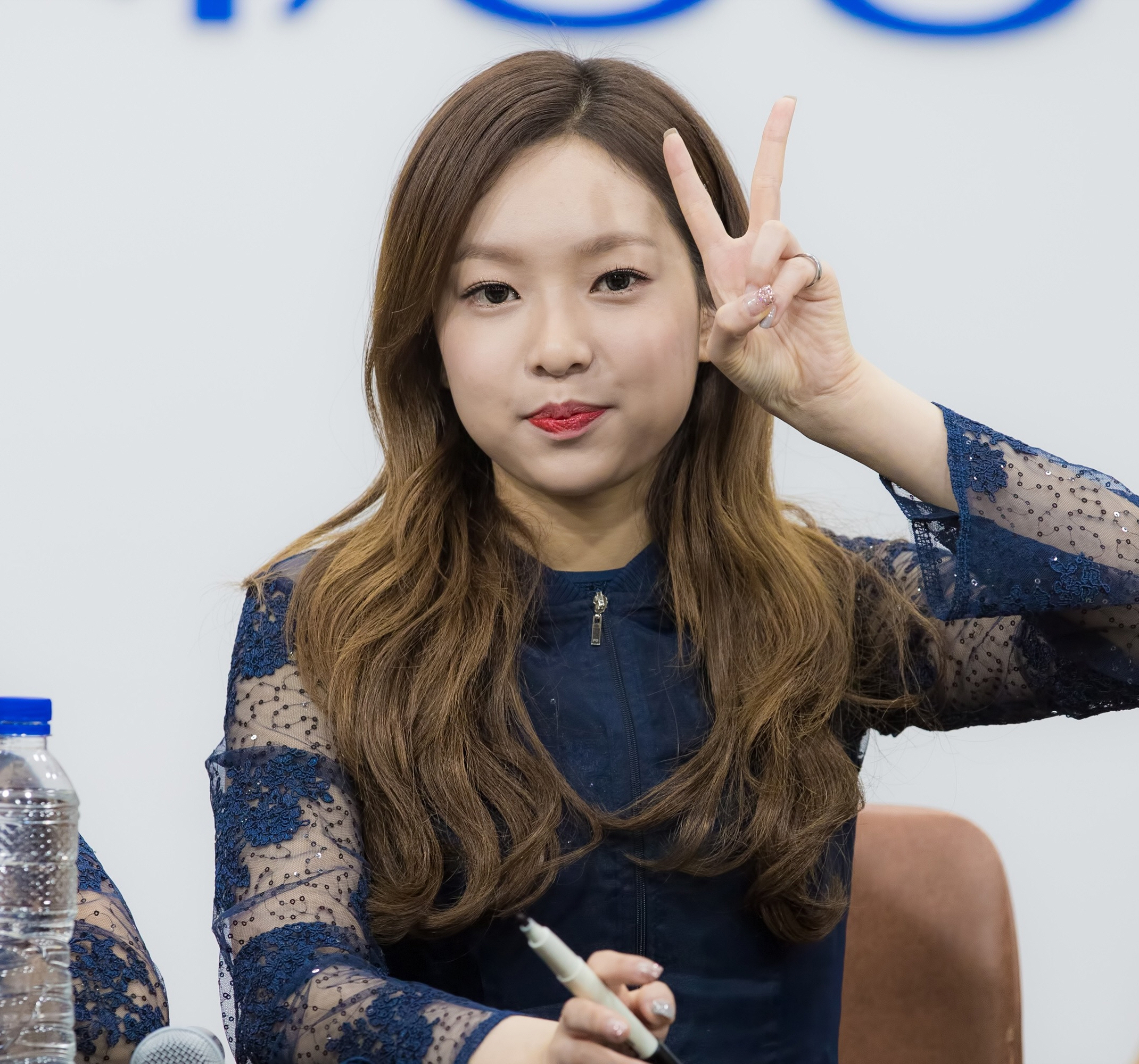
2017년 2월 5일 에이프릴 대전 팬싸인회에서 예나

2017년 3월 30일부터 8월 25일까지 레이첼과 함께 EBS1 TV 《싱 앤 댄스 - 동요 구출작전》 MC를 맡았으며, 예나는 노래를 의미하는 동요나라 비밀요원 ‘씽’을 맡아 다양한 동요와 율동을 선보였다.
2018년 9월 15일부터 11월 3일까지 게임채널 OGN의 프로그램 《정복자들 시즌3 : 파밍웨이 to SWC》에  레이첼과 함께 출연 했다.
세계 최초 8K UHD 뮤지컬 영화 《K스쿨》에 에이미 역으로 캐스팅됐다. 2020년 10월 촬영에 돌입하며, 12월에 극장 개봉을 한다.
2022년 1월 28일 왕따 논란으로 인해 결국 해체하였다.
2022년 4월 7일 소속사 DSP 미디어와 계약해지 하였으며 4월 8일 소속사 스타베이스와 정식 계약을 하며 배우로 활동 한다.

## 음반 외 활동

### 방송
| 연도 | 방송사     | 제목                              | 날짜                  | 역할     | 참고   |
| ---- | ---------- | --------------------------------- | --------------------- | -------- | ------ |
| 2015 | KBS2       | 출발 드림팀 시즌2                 | 11월 22일             | 게스트   |        |
| 2015 | MBN        | 전국제패                          | 12월 20일             | 게스트   |        |
| 2016 | 아리랑 TV  | After School Club                 | 5월 17일              | 게스트   |        |
| 2016 | iMBC       | 박소현의 아이돌TV                 | 5월 24일              | 게스트   |        |
| 2016 | Cookat TV  | 아이돌 요리대회                   | 6월 24일              | 참가자   |        |
| 2016 | JTBC       | 걸스피릿                          | 7월 19일              | 출연자   |        |
| 2016 | MBC        | 능력자들                          | 7월 21일              | 게스트   |        |
| 2016 | MBC every1 | 맛있을 지도 시즌2                 | 8월 14일              | 게스트   |        |
| 2016 | SBS MTV    | 아이돌 요리대회                   | 8월 26일              | 참가자   |        |
| 2016 | 아프리카TV | 싱카 라이브                       | 9월 6일               | 게스트   |        |
| 2016 | SBS MTV    | 아이돌 요리대회                   | 9월 9일               | 참가자   |        |
| 2016 | 네이버 V   | 한밤의 연예뉴스                   | 9월 26일              | 출연자   | 인터뷰 |
| 2017 | SBS MTV    | 더 쇼시즌5                        | 2월 28일              | 출연자   |        |
| 2017 | EBS1       | 생방송 톡!톡! 보니하니            | 3월 29일              | 특별출연 |        |
| 2017 | 국방TV     | 리얼 병영 톡! 행군기              | 5월 27일              | 출연자   |        |
| 2018 | OGN        | 정복자들 시즌3 : 파밍웨이 to SWC  | 9월 15일 ~ 11월 3일   | 고정출연 |        |
| 2018 | OGN        | 게임돌림픽                        | 11월 23일 ~ 12월 8일  | 참가자   |        |
| 2018 | OGN        | 2018 게임돌림픽 : 신게임돌의 탄생 | 12월 22일 ~ 12월 23일 | 참가자   |        |
| 2019 | OGN        | 게임돌림픽 2019 : 골든카드        | 7월 13일 ~ 7월 14일   | 참가자   |        |
| 2019 | SBS        | 정글의 법칙 in 순다열도           | 9월 28일 ~10월 26일   | 게스트   |        |
| 2019 | SBS Plus   | 좋은 친구들                       | 9월 29일 ~ 10월 6일   | 출연자   |        |
| 2020 | MBC        | 미스터리 음악쇼 복면가왕          | 5월 31일              | 패널     |        |
| 2020 | MBC        | 미스터리 음악쇼 복면가왕          | 6월 7일               | 패널     |        |
| 2020 | 네이버 NOW | 어벤걸스                          | 8월 14일              |          |        |
| 2020 | NQQ        | 위플레이 시즌2                    | 8월 15일              | 게스트   |        |

### 진행
| 방송사 | 제목                       | 역할    | 기간                              |
| ------ | -------------------------- | ------- | --------------------------------- |
| EBS1   | 싱 앤 댄스 - 동요 구출작전 | 고정 MC | 2017년 3월 30일 ~ 2017년 8월 25일 |

### 영화
| 연도 | 제목  | 배역   | 비고 |
| ---- | ----- | ------ | ---- |
| 미정 | K스쿨 | 에이미 | 주연 |